# Kejnice
Kejnice (en allemand :  Keinitz, précédemment : Koynitz) est une commune du district de Klatovy, dans la région de Plzeň, en République tchèque. Sa population s'élevait à 106 habitants en 2021.

## Géographie
Kejnice se trouve à 7 km au sud de Horažďovice, à 33 km à l'est-sud-est de Klatovy, à 58 km au sud-sud-est de Plzeň et à 105 km au sud-ouest de Prague.
La commune est limitée par Hejná au nord, par Kalenice à l'est, par Frymburk au sud, et par Nezamyslice à l'ouest.

## Histoire
La première mention écrite de la localité date de 1045.

## Galerie

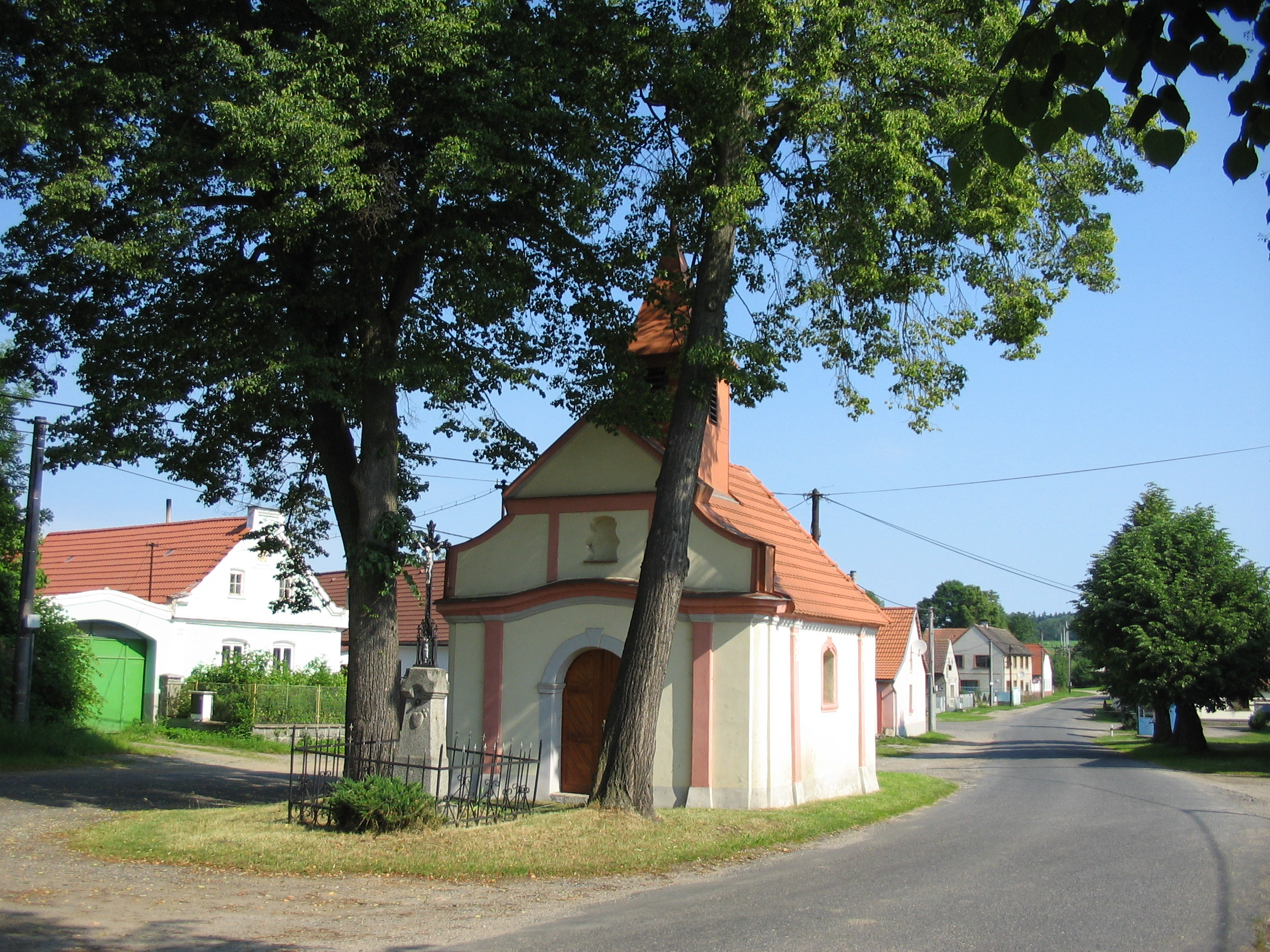
Chapelle à Kejnice.
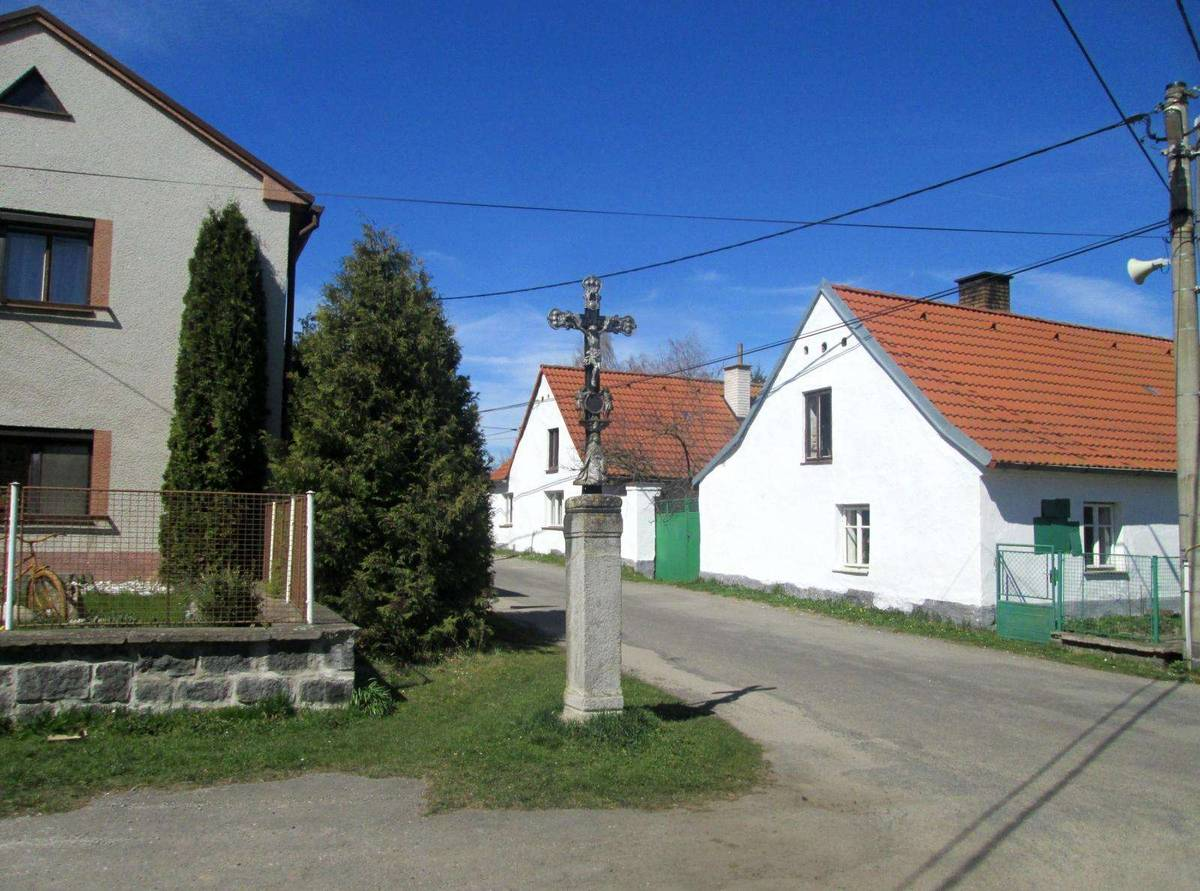
Centre de Kejnice.

## Transports
Par la route, Kejnice se trouve à 8 km de Horažďovice, à 42 km de Klatovy, à 69 km de Plzeň et à 122 km de Prague.